# The Paris Review
The Paris Review è una rivista letteraria statunitense con sede a New York. Fu fondata nel 1953 a Parigi e, sin da allora, pubblica poesie e racconti di autori famosi e di esordienti. La celebre serie "Writers at Work" include interviste a Ezra Pound, Ernest Hemingway, Truman Capote, Joan Didion, T. S. Eliot, Ralph Ellison, William Faulkner, Irwin Shaw, Elizabeth Bishop e Vladimir Nabokov tra gli altri.
Alcuni dei migliori articoli pubblicati sulla rivista sono stati antologizzati in una serie di libri.

## Storia
Nel primo numero del periodico, William Styron, in un suo editoriale, scrisse:
(William Styron)
I fondatori della Paris Review furono William Pène du Bois, Thomas H. Guinzburg, Harold L. Humes, Peter Matthiessen, George Plimpton (che ne fu direttore responsabile sino alla sua morte, nel 2003) e John P.C. Train. Il primo editore fu, invece, il principe Sadruddin Aga Khan, mentre l'attuale proprietario della rivista è Drue Heinz.
Du Bois, il primo art director, creò il logo del periodico, l'«aquila della Paris Review». Il simbolo ha un significato sia per gli americani sia per i francesi: l'aquila è di razza americana; tiene una penna ed indossa un cappello frigio, icona della Rivoluzione francese.
La prima sede della rivista era una piccola camera di proprietà della casa editrice Les Editions de la Table Ronde (Le Edizioni della Tavola rotonda).
L'appartamento di George Plimpton sulla 72nd Street divenne la sede della rivista quando nel 1973 si trasferì da Parigi a New York.
La Review ha pubblicato scrittori che poi sarebbero diventati celebri e conosciuti dal grande pubblico. Tra questi si possono ricordare Philip Roth, T. Coraghessan Boyle, Mona Simpson, Edward P. Jones e Rick Moody. Alcuni brani del romanzo Molloy di Samuel Beckett, una delle sue prime pubblicazioni in inglese, vennero pubblicati sul quinto numero della rivista. La rivista fu inoltre tra le prime a riconoscere il talento di Kerouac con la pubblicazione nel 1955 del racconto The Mexican Girl. Altre perle della letteratura contemporanea fecero la loro prima comparsa sulle pagine della Review: Ultimo viene il corvo di Italo Calvino, Goodbye Colubus di Philip Roth, Alice di Donald Barthelme, The basketball diaries di Jim Carroll, Far Tortuga di Matthiessen, The virgin suicides di Jeffrey Eugenides e The corrections di Jonathan Franzen.